# FLASH (Teilchenbeschleuniger)

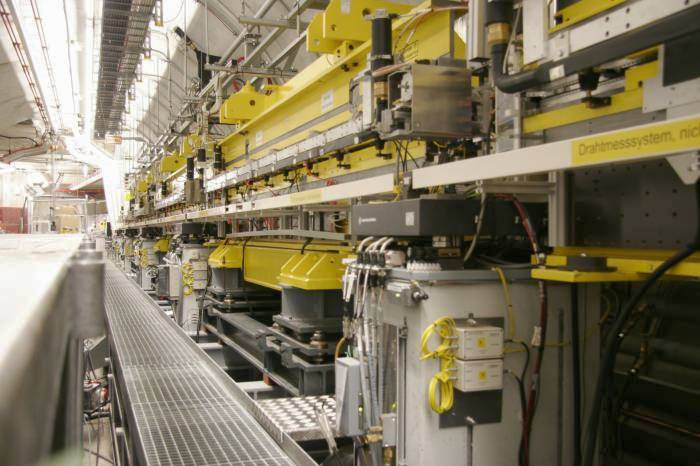
Freie-Elektronen-Laser FLASH bei DESY: Nahaufnahme der Undulatoren zur Erzeugung der weichen Röntgenstrahlung

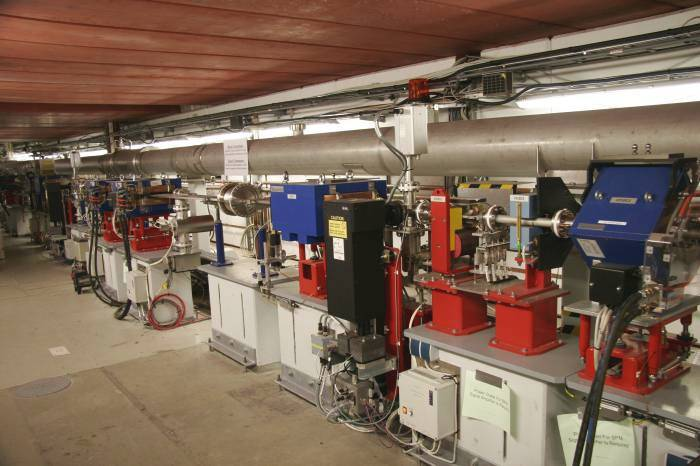
FLASH: Elektronenpakete werden im Bunch-Kompressor verdichtet

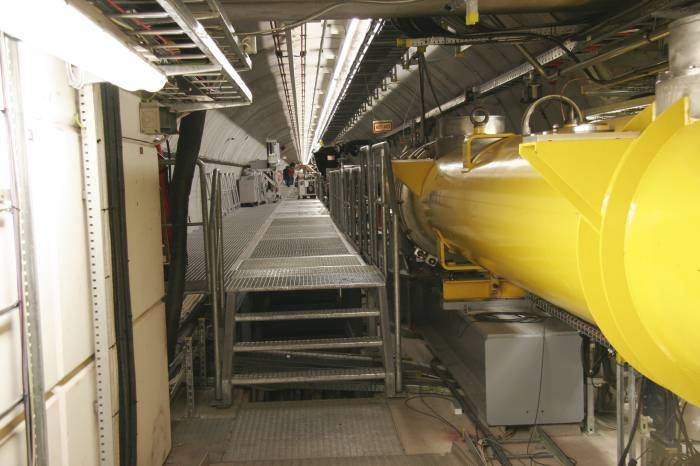
FLASH: Übergang vom ersten Tunnelabschnitt (rechteckig) in den zweiten Tunnelabschnitt (rund)

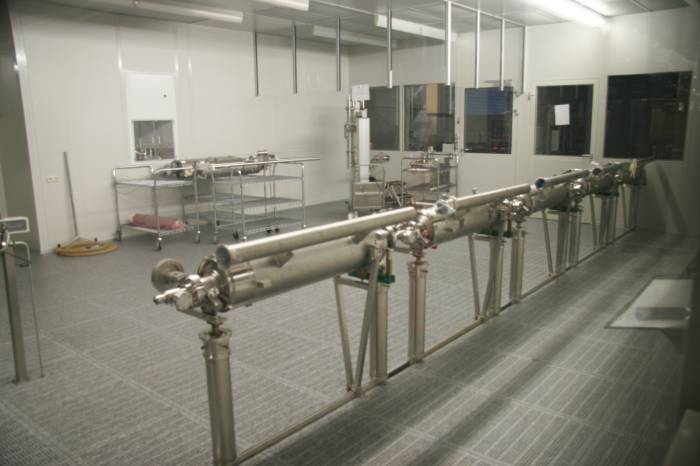
Mehrere Kavitäten für FLASH werden im Reinraum zusammengebaut

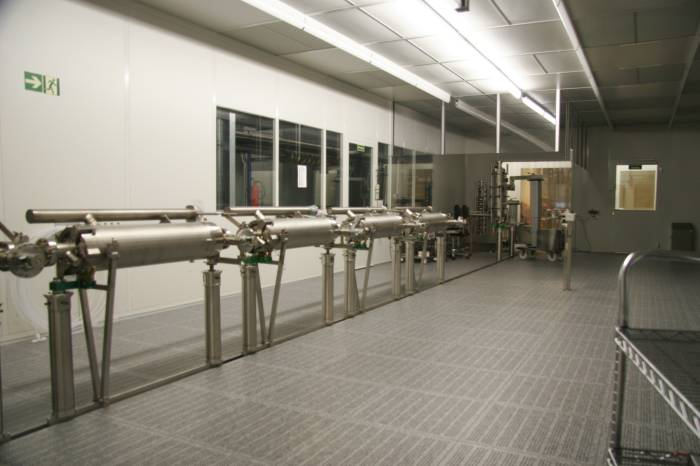
Aus anderer Perspektive: Mehrere Kavitäten werden im Reinraum zusammengebaut

Die ca. 315 m lange Forschungsanlage FLASH (Freie-Elektronen-Laser in Hamburg) ist ein supraleitender Linearbeschleuniger mit Freie-Elektronen-Laser am Forschungszentrum DESY in Hamburg, der Strahlung im weichen Röntgenbereich erzeugt. Die Anlage ist seit 2005 im Nutzerbetrieb.
FLASH arbeitet nach dem Prinzip der selbstverstärkten spontanen Emission (SASE) und basiert auf einer 1997 errichteten Testanlage für das TESLA-Projekt. 2005 erzeugte die Anlage als erster Freie-Elektronen-Laser weltweit Lichtblitze im weichen Röntgenbereich. Seitdem können nationale und internationale Nutzerinnen und Nutzer Messungen mit der erzeugten Strahlung durchführen. Damit ist FLASH die weltweit erste dedizierte Nutzeranlage im weichen Röntgenbereich.

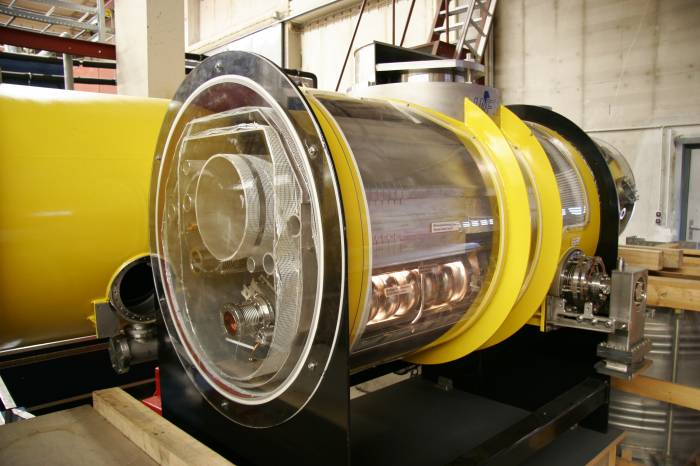
Modell eines Beschleunigerabschnitts von FLASH im Quer- und Längsschnitt

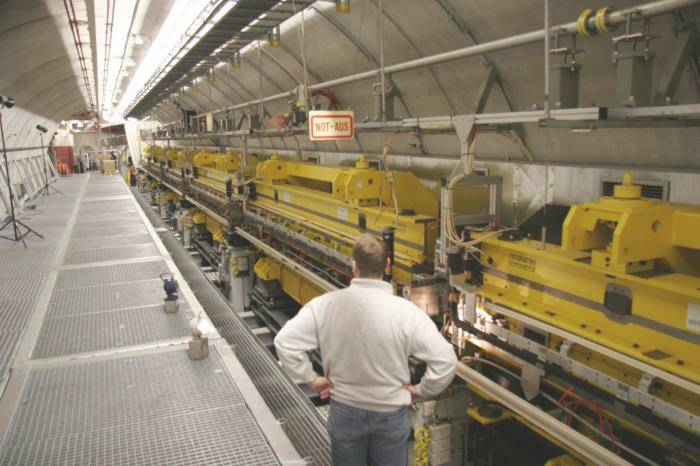
FLASH: Sechs Undulatoren (gelb) zwingen die Elektronen auf Schlangenlinien; durch die Kurven erzeugen die Elektronen laserartige Röntgenstrahlung.

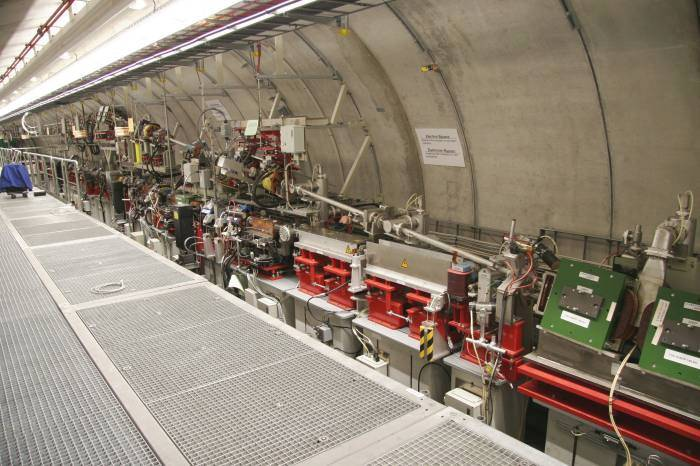
FLASH bis 2014: Weiche zwischen zwei möglichen Elektronenflugbahnen; unten fliegen die Elektronen später durch Undulatoren, oben umgehen sie sie. Im Rahmen des Projektes FLASH II wurde diese Weiche durch eine Weiche zwischen FLASH1 und FLASH2 ersetzt.

Im Jahr 2014 wurde eine zweite Strahlführung (FLASH2) eröffnet, die den gleichen Beschleuniger, aber eine neue Undulatorstrecke nutzt und zusätzliche Messplätze bietet. Der Linearbeschleuniger versorgt über die zwei Strahlführungen FLASH1 und FLASH2 insgesamt sieben Experimentierstationen. Die Anlage dient zudem als Testanlage für die Entwicklung von Beschleuniger- und Freie-Elektronen-Laser-Technologien, die u. a. am europäischen Röntgenlaser European XFEL eingesetzt werden können.

## Ausbauprojekt FLASH2020+
Seit 2020 wird FLASH unter dem Projektnamen FLASH2020+ modernisiert, um die Eigenschaften der Röntgenpulse zu optimieren und ein breiteres Spektrum an Experimenten zu ermöglichen. Dazu wird die Anlage mit Undulatoren mit variablem Magnetabstand ausgestattet und kann dann Röntgenpulse mit veränderbarer Polarisation liefern. Zudem wird die Elektronenstrahlenergie erhöht, um kürzere Wellenlängen zu erreichen, die neue Experimente insbesondere zu biologischen Fragestellungen ermöglichen. Durch Manipulation des Verstärkungsprozesses („Seeding“) soll FLASH1 vollständig kohärente und reproduzierbare Pulse mit sehr hohen Wiederholraten im Megahertz-Bereich liefern.